# Prosoplus grossepunctatus
Prosoplus grossepunctatus là một loài bọ cánh cứng trong họ Cerambycidae.